# ニール・リード
ニール・リード（Neal Reid、1959年5月5日 - ）は、スコットランド出身の少年歌手。
『Mother of Mine ママに捧げる詩』のヒットで知られる。

## 来歴
スコットランド・グラスゴーに生まれる。1968年、8歳の時、年金受給者のパーティーで歌っているところを見出される。1971年、『Mother of Mine ママに捧げる詩』を歌い、オポチュニティ・ノック賞を受賞した。これがすぐにデッカレコードからリリースされると、全英シングルチャートで2位を記録、全世界で250万枚以上の販売を記録した。日本でも、キングレコードから発売されると、40万枚のヒットとなり、1972年のオリコン年間ランキングで22位を記録した。
その後、同曲を収録したアルバム「Neal Reid」が発売されると、1972年の全英アルバムチャートで1位となり、12歳9か月の最年少記録を樹立した。
1974年に変声期を迎え、歌うことが困難になったとして、同年南アフリカで行われたコンサートを最後に引退した。その後、リードは、経営コンサルタントを経て、オアシス・ブラックプール教会の理事になった。

## ディスコグラフィー
- シングル

1. Mother of Mine　ママに捧げる詩　全英2位
2. that's what Ｉ want to be  全英45位

- アルバム

1. Neal Reid(1972年）全英1位
2. smile（1972年）

- Neil Reid - IMDb（英語）